# Copa Independencia 1991
La Copa Independencia fue un cuadrangular internacional amistoso disputado entre los clubes Sporting Cristal,  Alianza Lima, San Lorenzo y Newell's durante el receso debido a la Copa América 1991. El torneo se desarrolló en dos fechas, 19 y 22 de julio en los estadios Alejandro Villanueva y Nacional.

## Cuadro
|  | Semifinales      | Semifinales      |   |              | Final       | Final |  |
|  |                  |                  |   |              |             |       |  |
|  |                  |                  |   |              |             |       |  |
|  |                  |                  |   |              |             |       |  |
|  | Sporting Cristal | 2                |   |              |             |       |  |
|  | Newell's         | 1                |   |              |             |       |  |
|  |                  |                  |   |              |             |       |  |
|  |                  |                  |   |              |             |       |  |
|  |                  |                  |   |              | San Lorenzo | 1     |  |
|  |                  | Sporting Cristal | 0 |              |             |       |  |
|  |                  |                  |   |              |             |       |  |
|  |                  |                  |   |              |             |       |  |
|  |                  |                  |   |              | 3º puesto   |       |  |
|  |                  |                  |   |              |             |       |  |
|  | Alianza Lima     | 2                |   | Alianza Lima | 0           |       |  |
|  | San Lorenzo      | 2                |   |              | Newell's    | 4     |  |

## Resultados

### Semifinales
| 19 de mayo de 1991, 13:30 | Sporting Cristal                | 2:1 (1:0). | Newell's  | Estadio Alejandro Villanueva, Lima |  |
|                           | Antón 87' · Pochettino 90' (ag) |            | Lunari 8' |                                    |  |

| 19 de mayo de 1991, 15:30 | Alianza Lima           | 2:2 (0:0) | San Lorenzo       | Estadio Alejandro Villanueva, Lima |  |
|                           | Valencia ?' · Cano 75' |           | Czornomaz 73' 80' |                                    |  |

### Tercer lugar
| 22 de mayo de 1991, 18:00 | Alianza Lima | 0:4 (0:1) | Newell's | Estadio Nacional, Lima |  |

### Final
| 22 de mayo de 1991 | Sporting Cristal | 0:1 (0:0) | San Lorenzo | Estadio Nacional, Lima |  |
|                    |                  |           | Czornomaz   |                        |  |

| Argentina                                   |
| Campeón Copa Independencia 1991 San Lorenzo |